# Paris-Tours
A Paris-Tours (oficialmente: Paris-Tours Elite) é uma clássica ciclista, com início nos arredores de Paris e final em Tours (França), que se disputa no mês de outubro.
A sua primeira edição, em 1896, foi uma corrida para aficionados convertendo-se em profissional a partir da sua segunda edição em 1901. Fez parte da Copa do Mundo de Ciclismo durante todos os anos nos que esta se disputou (1989-2004). Depois foi UCI ProTour até 2007 ainda que depois da refundação do ProTour já não o foi do novo UCI World Calendar ficando no Circuito Continental Europeu desde 2008 catalogado com a máxima categoria para corridas de um dia: 1.hc. Em 2020 foi incluída na recém criada UCI ProSeries baixo a categoria 1.pro.
Seu percurso é bastante plano pelo que é muito adequada para os rodadores e sprinters ainda que as cotas situadas na parte final faz desorganizar dito sprint podendo chegar corredores com uns poucos segundos de vantagem sobre o pelotão na meta situada na avenida de Grammont em Tours. De todas formas é das clássicas mais rápidas do calendário internacional e em 9 oportunidades o prêmio Ruban Jaune se conseguiu nesta corrida.

## Tours-Paris
Em 1917 e 1918 disputou-se a corrida Tours-Paris, paralela e similar seguindo o traçado contrário, entre Tours e Paris, estas edições foram vencidas pelos belgas Charles Deruyter e Philippe Thys respectivamente.

## Paris-Tours sub-23
Desde 1991 disputa-se também a Paris-Tours sub-23 (oficialmente Paris-Tours Espoirs) que é uma Paris-Tours limitada a corredores sub-23, de facto se disputam no mesmo dia.
Suas primeiras edições foram amador até criação dos Circuitos Continentais da UCI em 2005 quando começou a fazer parte do UCI Europe Tour os dois primeiros anos na categoria 1.2 (última categoria do profissionalismo) e depois na categoria específica criada em 2007 para corredores sub-23: 1.2U (igualmente última categoria do profissionalismo).
Tem uns 180 km aproximadamente em seu traçado, entre 50 e 80 km menos que sua homónima sem limitação de idade ainda que com similares cotas na parte final.
Ao igual de sua homónima sem limitação de idade, se está organizada por ASO (organizadora também do Tour de France entre outras).

## Palmarés
| Ano                                                                   | Vencedor               | Segundo                  | Terceiro                   |
| --------------------------------------------------------------------- | ---------------------- | ------------------------ | -------------------------- |
| Paris-Tours                                                           |                        |                          |                            |
| 1896                                                                  | Eugène Prévost         | Emile Ouzou              | Lucien Bouvet              |
| 1897-1900 edições não realizadas                                      |                        |                          |                            |
| 1901                                                                  | Jean Fischer           | Georges Lorgeou          | Édouard Wattelier          |
| 1906                                                                  | Lucien Petit-Breton    | Louis Trousselier        | Henri Cornet               |
| 1907                                                                  | Georges Passerieu      | André Pottier            | Émile Georget              |
| 1908                                                                  | Omer Beaugendre        | Frédéric Saillot         | François Faber             |
| 1909                                                                  | François Faber         | Jean Alavoine            | Ernest Paul                |
| 1910                                                                  | François Faber         | Louis Trousselier        | Émile Engel                |
| 1911                                                                  | Octave Lapize          | Cyrille Van Hauwaert     | Émile Georget              |
| 1912                                                                  | Louis Heusghem         | Charles Deruyter         | Lucien Petit-Breton        |
| 1913                                                                  | Charles Crupelandt     | Georges Passerieu        | Louis Luguet               |
| 1914                                                                  | Oscar Egg              | Émile Engel              | Philippe Thys              |
| 1915-1916 edições não realizadas por causa da Primeira Guerra Mundial |                        |                          |                            |
| 1917                                                                  | Philippe Thys          | Marcel Godivier          | Eugène Christophe          |
| 1918                                                                  | Charles Mantelet       | Lucien Cazalis           | Alexis Michiels            |
| 1919                                                                  | Hector Tiberghien      | René Vandenhove          | Jean Rossius               |
| 1920                                                                  | Eugène Christophe      | Honoré Barthélémy        | Albert Dejonghe            |
| 1921                                                                  | Francis Pélissier      | Louis Mottiat            | Eugène Christophe          |
| 1922                                                                  | Henri Pélissier        | Henri Suter              | Robert Jacquinot           |
| 1923                                                                  | Paul Deman             | Félix Sellier            | Hector Tiberghien          |
| 1924                                                                  | Louis Mottiat          | Nicolas Frantz           | Jules Huyvaert             |
| 1925                                                                  | Denis Verschueren      | August Mortelmans        | Jean Hillarion             |
| 1926                                                                  | Henri Suter            | Kastor Notter            | Nicolas Frantz             |
| 1927                                                                  | Henri Suter            | Gustaaf Van Slembrouck   | George Ronsse              |
| 1928                                                                  | Denis Verschueren      | Charles Pélissier        | Marius Gallottini          |
| 1929                                                                  | Nicolas Frantz         | Aimé Deolet              | George Ronsse              |
| 1930                                                                  | Jean Maréchal          | Marcel Bidot             | Frans Bonduel              |
| 1931                                                                  | André Leducq           | Roger Parioleau          | Alfred Hamerlinck          |
| 1932                                                                  | Julien Moineau         | Herbert Sieronski        | Amulio Viarengo            |
| 1933                                                                  | Jules Merviel          | Antonin Magne            | Ludwig Geyer               |
| 1934                                                                  | Gustave Danneels       | Romain Gijssels          | Félicien Vervaecke         |
| 1935                                                                  | René Le Grèves         | Roger Lapébie            | Raffaele di Paco           |
| 1936                                                                  | Gustave Danneels       | Fernand Mithouard        | Jules Coelart              |
| 1937                                                                  | Gustave Danneels       | Frans Bonduel            | Edgard De Caluwé           |
| 1938                                                                  | Jules Rossi            | Albertin Disseaux        | Paul Maye                  |
| 1939                                                                  | Frans Bonduel          | Lucien Storme            | Theo Pirmez                |
| 1940 edição não realizada por causa da Segunda Guerra Mundial         |                        |                          |                            |
| 1941                                                                  | Paul Maye              | Albert Goutal            | Pierre Cloarec             |
| 1942                                                                  | Paul Maye              | Gérard Virol             | Jules Rossi                |
| 1943                                                                  | Gabriel Gaudin         | Achiel Buysse            | Albert Hendrickx           |
| 1944                                                                  | Lucien Teisseire       | Louis Gauthier           | Louis Thiétard             |
| 1945                                                                  | Paul Maye              | Joseph Goutorbe          | Émile Idée                 |
| 1946                                                                  | Albéric Schotte        | Roger Prevotal           | Maurice De Muer            |
| 1947                                                                  | Albéric Schotte        | Émile Idée               | Albert Sercu               |
| 1948                                                                  | Louis Caput            | Robert Mignat            | Émile Idée                 |
| 1949                                                                  | Albert Ramon           | Paul Néri                | Jacques Geus               |
| 1950                                                                  | André Mahé             | Urbain Caffi             | Guy Lapébie                |
| 1951                                                                  | Jacques Dupont         | Alfredo Martini          | Attilio Redolfi            |
| 1952                                                                  | Raymond Guégan         | Albéric Schotte          | Louis Caput                |
| 1953                                                                  | Jozef Schils           | Ferdi Kübler             | Georges Gilles             |
| 1954                                                                  | Gilbert Scodeller      | Louison Bobet            | Pierre Michel              |
| 1955                                                                  | Jacques Dupont         | Fred De Bruyne           | Jean-Marie Cieleska        |
| 1956                                                                  | Albert Bouvet          | Julien Schepens          | Louison Bobet              |
| 1957                                                                  | Fred De Bruyne         | Louison Bobet            | Angelo Conterno            |
| 1958                                                                  | Gilbert Desmet         | Fred De Bruyne           | François Mahé              |
| 1959                                                                  | Rik Van Looy           | Coen Niesten             | André Noyelle              |
| 1960                                                                  | Jo de Haan             | Michel Stolker           | Luís Otaño                 |
| 1961                                                                  | Joseph Wouters         | Gilbert Desmet           | Anatole Novak              |
| 1962                                                                  | Jo de Roo              | Frans Melckenbeeck       | Benoni Beheyt              |
| 1963                                                                  | Jo de Roo              | Tom Simpson              | Raymond Poulidor           |
| 1964                                                                  | Guido Reybrouck        | Rik Van Looy             | Gustaaf De Smet            |
| 1965                                                                  | Gerben Karstens        | Gustaaf De Smet          | Fernand Deferm             |
| 1966                                                                  | Guido Reybrouck        | Rik Van Looy             | Paul Lemeteyer             |
| 1967                                                                  | Rik Van Looy           | Barry Hoban              | José Samyn                 |
| 1968                                                                  | Guido Reybrouck        | Walter Godefroot         | Eric Leman                 |
| 1969                                                                  | Herman Van Springel    | Frans Verbeeck           | Roger Jochmans             |
| 1970                                                                  | Jürgen Tschan          | René Pijnen              | Guido Reybrouck            |
| 1971                                                                  | Rik Van Linden         | Marino Basso             | Gerben Karstens            |
| 1972                                                                  | Noël Vantyghem         | Jos Huysmans             | Willy De Geest             |
| 1973                                                                  | Rik Van Linden         | Roger De Vlaeminck       | Frans Verbeeck             |
| 1974                                                                  | Francesco Moser        | Jean-Pierre Danguillaume | Eric Leman                 |
| Tours-Versailles                                                      |                        |                          |                            |
| 1975                                                                  | Freddy Maertens        | Frans Van Looy           | Roger De Vlaeminck         |
| 1976                                                                  | Ronald De Witte        | Raymond Poulidor         | Robert Bouloux             |
| 1977                                                                  | Joop Zoetemelk         | Johan De Muynck          | Hennie Kuiper              |
| Blois-Montlhéry                                                       |                        |                          |                            |
| 1978                                                                  | Jan Raas               | Jos Jacobs               | Guido Van Calster          |
| Blois-Chaville                                                        |                        |                          |                            |
| 1979                                                                  | Joop Zoetemelk         | Giuseppe Saronni         | Jan Raas                   |
| 1980                                                                  | Daniel Willems         | Alain Vigneron           | Eddy Vanhaerens            |
| 1981                                                                  | Jan Raas               | Ferdi Van Den Haute      | Luc Colijn                 |
| 1982                                                                  | Jean-Luc Vandenbroucke | Pierino Gavazzi          | Alfons De Wolf             |
| 1983                                                                  | Ludo Peeters           | Adri van der Poel        | Jan Raas                   |
| 1984                                                                  | Sean Kelly             | Steven Rooks             | Bruno Wojtinek             |
| Créteil-Chaville                                                      |                        |                          |                            |
| 1985                                                                  | Ludo Peeters           | Moreno Argentin          | Sean Kelly                 |
| 1986                                                                  | Phil Anderson          | Jean-Louis Peillon       | Charly Mottet              |
| 1987                                                                  | Adri van der Poel      | Teun van Vliet           | Maurizio Fondriest         |
| Paris-Tours                                                           |                        |                          |                            |
| 1988                                                                  | Peter Pieters          | Jan Goessens             | Sean Kelly                 |
| 1989                                                                  | Jelle Nijdam           | Eric Vanderaerden        | Johan Museeuw              |
| 1990                                                                  | Rolf Sørensen          | Phil Anderson            | Maurizio Fondriest         |
| 1991                                                                  | Johan Capiot           | Olaf Ludwig              | Nico Verhoeven             |
| 1992                                                                  | Hendrik Redant         | Christian Henn           | Olaf Ludwig                |
| 1993                                                                  | Johan Museeuw          | Maurizio Fondriest       | Alexandr Gonchenkov        |
| 1994                                                                  | Erik Zabel             | Gianluca Bortolami       | Zbigniew Spruch            |
| 1995                                                                  | Nicola Minali          | Andrei Tchmil            | Sven Teutenberg            |
| 1996                                                                  | Nicola Minali          | Tom Steels               | Giovanni Lombardi          |
| 1997                                                                  | Andrei Tchmil          | Maximilian Sciandri      | Henk Vogels                |
| 1998                                                                  | Jacky Durand           | Mirco Gualdi             | Jaan Kirsipuu              |
| 1999                                                                  | Marc Wauters           | Gianni Faresin           | Jaan Kirsipuu              |
| 2000                                                                  | Andrea Tafi            | Andrei Tchmil            | Daniele Nardello           |
| 2001                                                                  | Richard Virenque       | Óscar Freire             | Erik Zabel                 |
| 2002                                                                  | Jakob Piil             | Jacky Durand             | Erik Zabel                 |
| 2003                                                                  | Erik Zabel             | Alessandro Petacchi      | Stuart O'Grady             |
| 2004                                                                  | Erik Dekker            | Danilo Hondo             | Óscar Freire               |
| 2005                                                                  | Erik Zabel             | Daniele Bennati          | Allan Davis                |
| 2006                                                                  | Frédéric Guesdon       | Kurt Asle Arvesen        | Stuart O'Grady             |
| 2007                                                                  | Alessandro Petacchi    | Francesco Chicchi        | Óscar Freire               |
| 2008                                                                  | Philippe Gilbert       | Jan Kuyckx               | Sébastien Turgot           |
| 2009                                                                  | Philippe Gilbert       | Tom Boonen               | Borut Božič                |
| 2010                                                                  | Óscar Freire           | Angelo Furlan            | Gert Steegmans             |
| 2011                                                                  | Greg Van Avermaet      | Marco Marcato            | Kasper Klostergaard        |
| 2012                                                                  | Marco Marcato          | Laurens De Vreese        | Niki Terpstra              |
| 2013                                                                  | John Degenkolb         | Michael Mørkøv           | Arnaud Démare              |
| 2014                                                                  | Jelle Wallays          | Thomas Voeckler          | Jens Debusschere           |
| 2015                                                                  | Matteo Trentin         | Tosh Van der Sande       | Greg Van Avermaet          |
| 2016                                                                  | Fernando Gaviria       | Arnaud Démare            | Jonas Van Genechten        |
| 2017                                                                  | Matteo Trentin         | Søren Kragh Andersen     | Niki Terpstra              |
| 2018                                                                  | Søren Kragh Andersen   | Niki Terpstra            | Benoît Cosnefroy           |
| 2019                                                                  | Jelle Wallays          | Niki Terpstra            | Oliver Naesen              |
| 2020                                                                  | Casper Pedersen        | Benoît Cosnefroy         | Joris Nieuwenhuis          |
| 2021                                                                  | Arnaud Démare          | Franck Bonnamour         | Jasper Stuyven             |
| 2022                                                                  | Arnaud Démare          | Edward Theuns            | Sam Bennett                |
| 2023                                                                  | Riley Sheehan          | Lewis Askey              | Tobias Halland Johannessen |
| 2024                                                                  | Christophe Laporte     | Mathias Vacek            | Jasper Philipsen           |

Notas:
- A primeira edição (1896) foi amador.
- Na edição 1974, Gerben Karstens foi inicialmente o vencedor da prova no esprint, mas foi desclassificado após dar positivo num controle antidopagem.

## Palmarés por países
| País          | Vitórias | Último vencedor          |
| ------------- | -------- | ------------------------ |
| Bélgica       | 43       | Jelle Wallays em 2019    |
| França        | 31       | Frédéric Guesdon em 2006 |
| Países Baixos | 12       | Erik Dekker em 2004      |
| Itália        | 9        | Matteo Trentin em 2017   |
| Alemanha      | 5        | John Degenkolb em 2013   |
| Dinamarca     | 4        | Casper Pedersen em 2020  |
| Luxemburgo    | 3        | Nicolas Frantz em 1929   |
| Suíça         | 3        | Heiri Suter em 1927      |
| Irlanda       | 1        | Sean Kelly em 1984       |
| Austrália     | 1        | Phil Anderson em 1986    |
| Ucrânia       | 1        | Andréi Chmil em 1997     |
| Espanha       | 1        | Óscar Freire em 2010     |
| Colômbia      | 1        | Fernando Gaviria em 2016 |

## Estatísticas
| \| Ciclista \| Vitórias \| Anos \| \| ---------------- \| -------- \| ----------------- \| \| Gustave Danneels \| 3 \| 1934, 1936 e 1937 \| \| Paul Maye \| 3 \| 1941, 1942 e 1945 \| \| Guido Reybrouck \| 3 \| 1964, 1966 e 1968 \| \| Erik Zabel \| 3 \| 1994, 2003 e 2005 \| \| François Faber \| 2 \| 1909 e 1910 \| \| Heiri Suter \| 2 \| 1926 e 1927 \| \| Albéric Schotte \| 2 \| 1946 e 1947 \| \| Jo De Roo \| 2 \| 1962 e 1963 \| \| Rik Van Linden \| 2 \| 1971 e 1973 \| \| Joop Zoetemelk \| 2 \| 1977 e 1979 \| \| Jan Raas \| 2 \| 1978 e 1981 \| \| Ludo Peeters \| 2 \| 1983 e 1985 \| \| Nicola Minali \| 2 \| 1995 e 1996 \| \| Philippe Gilbert \| 2 \| 2008 e 2009 \| \| Matteo Trentin \| 2 \| 2015 e 2007 \| \| Jelle Wallays \| 2 \| 2014 e 2019 \| - Em negrito corredores activos. | - 49,641 km/h ( Matteo Trentin 2015, 231 km) - 48,929 km/h ( Andrei Tchmil 1997, 256 km) - 48,629 km/h ( Marco Marcato 2012, 235,5 km) - 47,729 km/h ( Óscar Freire 2010, 233 km) - 47,550 km/h ( Erik Zabel 2003, 257 km) - 47,042 km/h ( Fernando Gaviria 2016, 252,5 km) - 46,745 km/h ( Hendrik Redant 1992, 286 km) - 46,179 km/h ( Alessandro Petacchi 2007, 256 km) - 46,112 km/h ( Frédéric Guesdon 2006, 254,5 km) - 45,488 km/h ( Erik Dekker 2004, 252 km) - 45,462 km/h ( Jakob Piil 2002, 257 km) - 45,082 km/h ( Erik Zabel 2005, 253 km) - 45,029 km/h ( Gerben Karstens 1965, 247 km) |                   |
| Ciclista | Vitórias | Anos              |
| Gustave Danneels | 3 | 1934, 1936 e 1937 |
| Paul Maye | 3 | 1941, 1942 e 1945 |
| Guido Reybrouck | 3 | 1964, 1966 e 1968 |
| Erik Zabel | 3 | 1994, 2003 e 2005 |
| François Faber | 2 | 1909 e 1910       |
| Heiri Suter | 2 | 1926 e 1927       |
| Albéric Schotte | 2 | 1946 e 1947       |
| Jo De Roo | 2 | 1962 e 1963       |
| Rik Van Linden | 2 | 1971 e 1973       |
| Joop Zoetemelk | 2 | 1977 e 1979       |
| Jan Raas | 2 | 1978 e 1981       |
| Ludo Peeters | 2 | 1983 e 1985       |
| Nicola Minali | 2 | 1995 e 1996       |
| Philippe Gilbert | 2 | 2008 e 2009       |
| Matteo Trentin | 2 | 2015 e 2007       |
| Jelle Wallays | 2 | 2014 e 2019       |